# Hans Ardüser

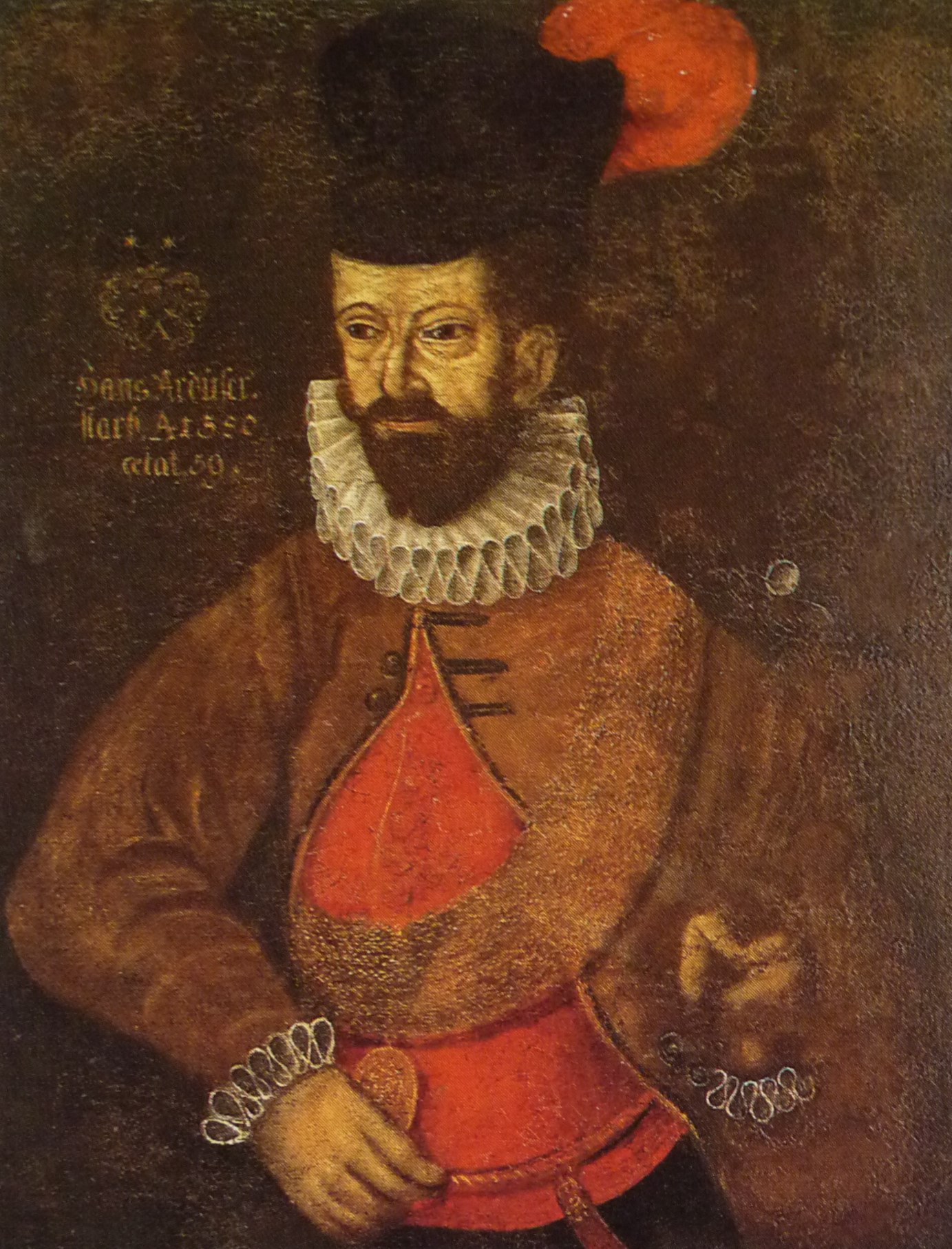
Portrait von Hans Ardüser dem Älteren (1521–1580)

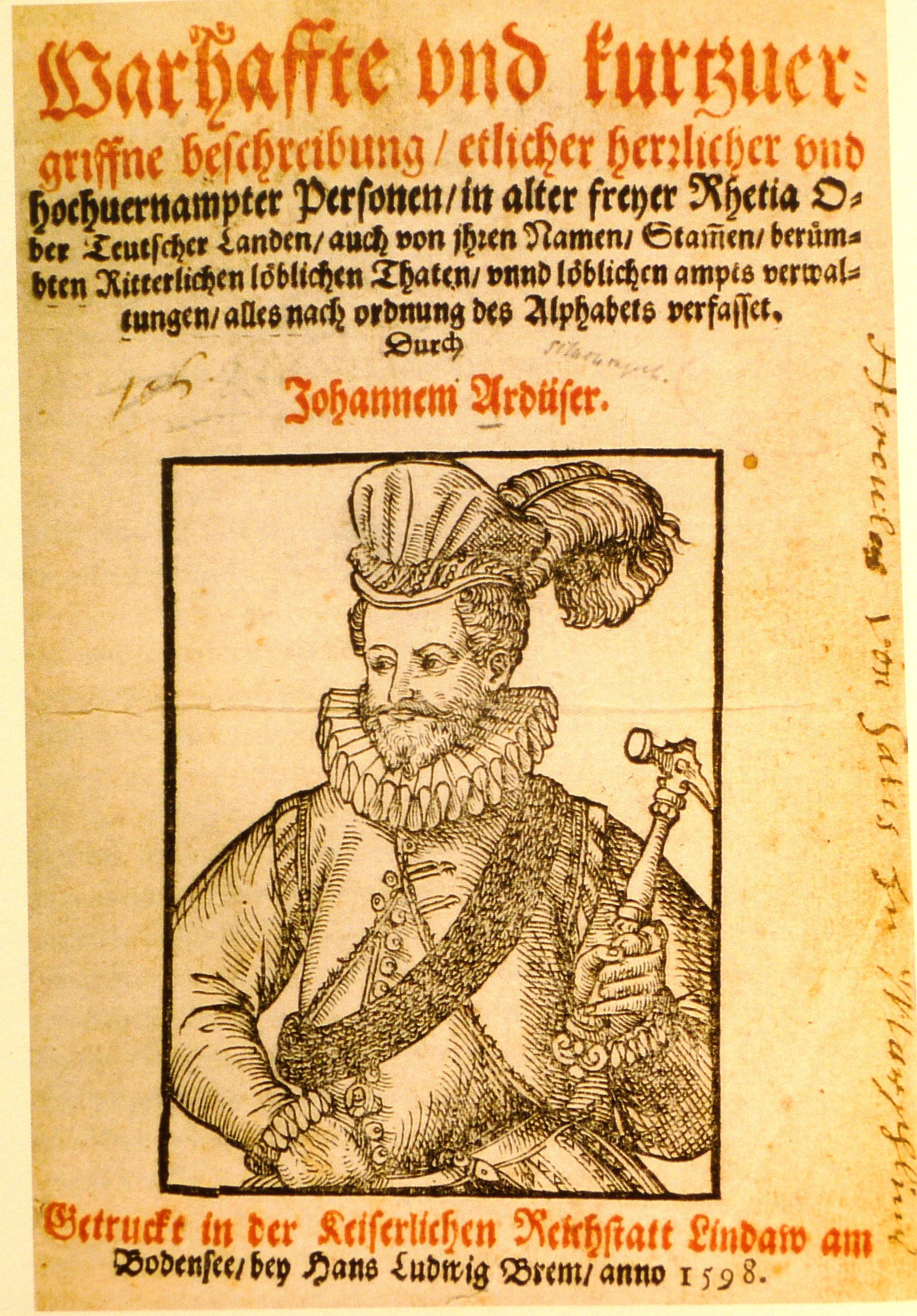
Titel der Biografie

Hans Ardüser (* 1557 in Davos; † um 1617 in Thusis) war ein wandernder Maler, Schulmeister und Chronist aus dem Schweizer Kanton Graubünden.

## Leben
Hans Ardüser wurde 1557 als Sohn von Hans Ardüser dem Älteren geboren. Sein Vater war als Baumeister der Erbauer des Davoser Rathauses und wurde später Landammann. Von 1570 bis 1573 besuchte der junge Ardüser die Lateinschule in Chur, anschliessend begann er in Zürich ein Studium als Prädikant. Da er offenbar sehr unfreundlich aufgenommen wurde, brach er das Studium gleich wieder ab. Nach kurzer Lehrtätigkeit in Maienfeld liess er sich bei den Malern Moritz und Jörg Frosch in Feldkirch unterrichten. Wegen schlechter Ernährung – Als si mir nüt zuo ässen gabend dann alltag 3 mal krut, hielt ich an um erloupnus heim zuo züchen – verliess er Feldkirch und arbeitete er zwei Sommer lang als Geselle beim Wand- und Fassadenmaler Franz Appenzäller in Chur. 1580 arbeitete er mit Appenzäller am Haus des Landrichters Rageth von Capol in Flims (heute Hotel Bellevue), wo er den grossen Saal ausmalte. Die Malereien wurden 1886 überstrichen.
Später machte sich Ardüser selbstständig und bildete sich autodidaktisch als Lehrer, Dichter und Maler weiter. Im Winter arbeitete er an verschiedenen Orten als Schulmeister, im Sommer zog er zu Fuss durch den Kanton Graubünden und pries seine Dienste als Maler an. 1583 heiratete er Menga, die 19-jährige Tochter des Statthalters Nütt Malet von Lantsch/Lenz, die ihren Mann bis zu ihrem Tod im Jahr 1603 oft als Gehilfin auf seinen Reisen begleitete. Das Paar wohnte von 1583–1586 in Thusis, 1586–1598 in Lantsch/Lenz und danach wieder in Thusis.
1584 bemalte er die Fassade des Hauses Tscharner in Rothenbrunnen. 1597 konnte er als Reformierter die katholische Kirche St. Maria Krönung in Tomils mit Wandmalereien ausstatten. 1603 starb seine Frau, was ihn in tiefe Trauer und eine Krise stürzte. 1605 bemalte er das Haus von Christoffel Gees in Scharans.
Die Umstände von Ardüsers Tod sind unbekannt. Die Autobiografie bricht 1605 ab; damals unterrichtete er in Thusis. Die Chronik führte bis ins Jahr 1614. Die letzte Arbeit, die der Kunsthistoriker Johann Rudolf Rahn Ardüser zuschrieb, trug das Datum 1617.

## Stil

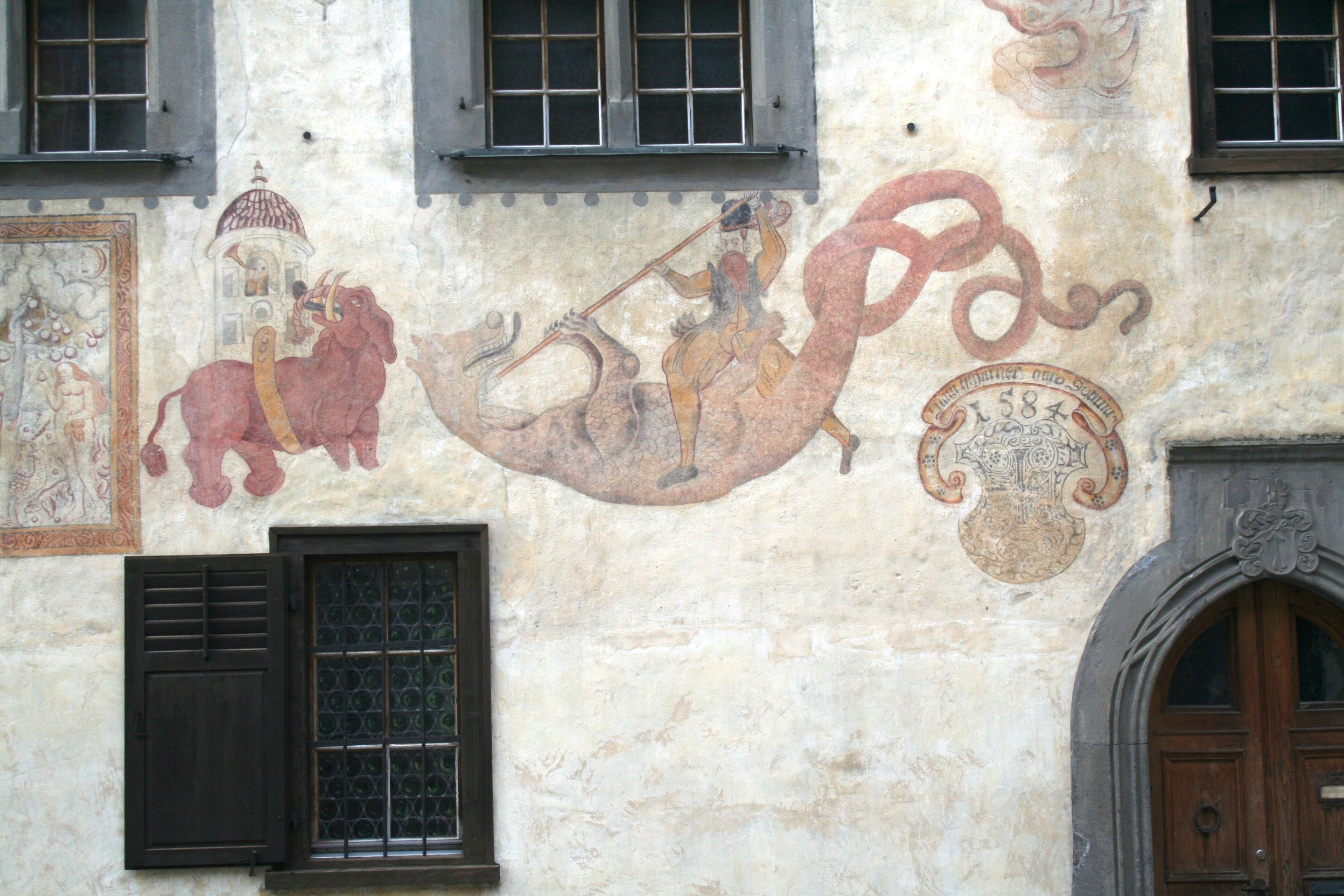
Detail der Bemalung (1584) am Haus Tscharner in Rothenbrunnen, erbaut 1546

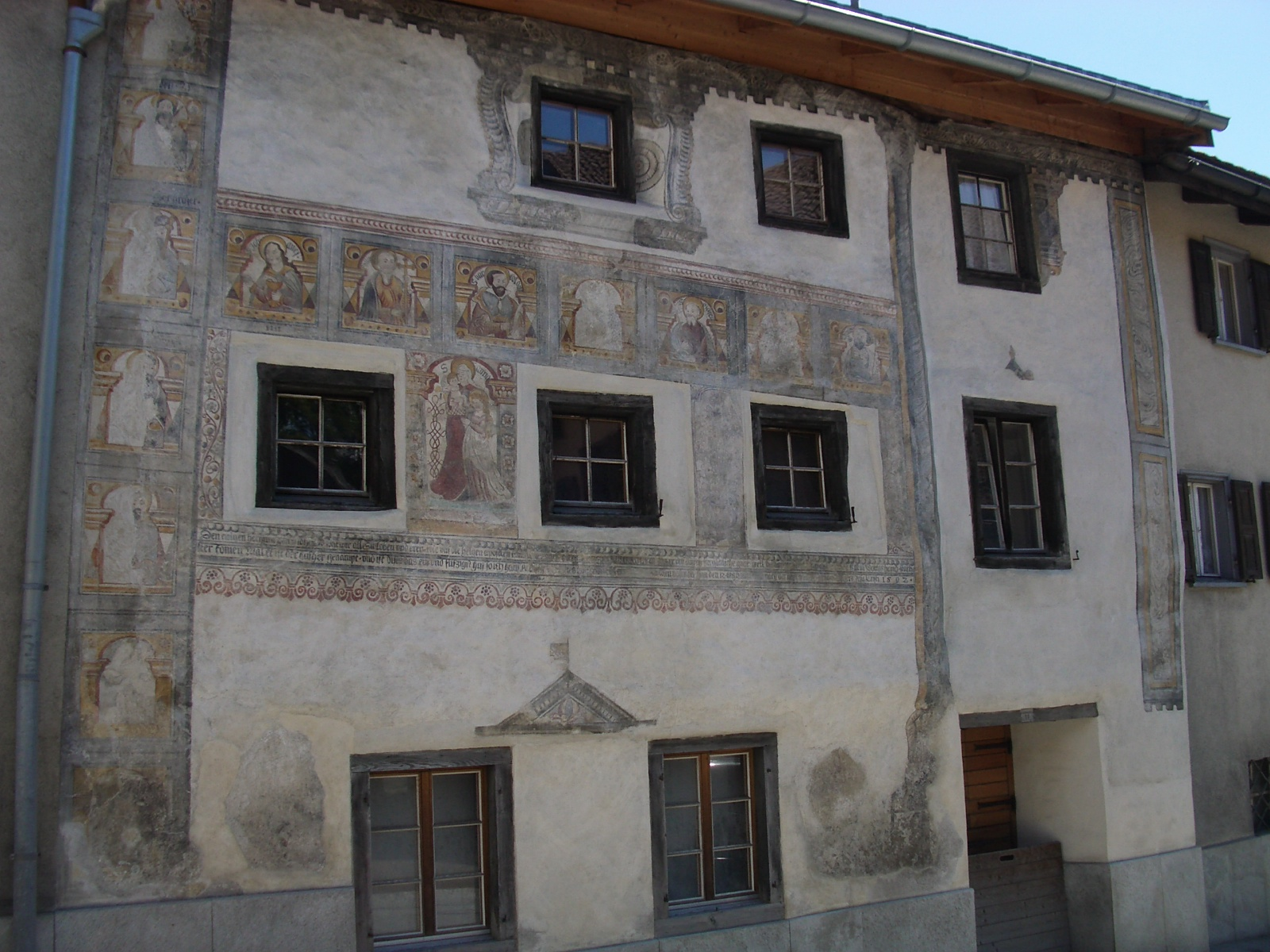
Fassadenmalereien am Haus seiner Schwiegereltern in Lantsch/Lenz, 1592

Die Motive für seine Malereien übernahm Ardüser zum grossen Teil von Chroniken, Tierbüchern und religiösen Schriften, aus denen er die Illustrationen kopierte und als Vorlagen verwendete. In seiner Biografie erwähnt er, er habe vil 100 Bücher gelesen.
Seine meist buntfarbigen Werke zeugen von seinem Unvermögen, die menschlichen Proportionen korrekt wiederzugeben. Auch die Regeln der räumlichen Perspektive schienen ihm nicht sehr vertraut. Die unbekümmerte Art aber, in der Ardüser […] üppige Ornamente, zeitgenössische Kostüme, antike Allegorien, biblische Szene, exotische Tiere ins Monumentale überträgt und zuweilen ohne erkennbares Kompositionsprinzip additiv nebeneinandersetzt, verleiht seinem Werk eine Frische und Eindringlichkeit, die ihresgleichen sucht.

## Werke
Von seinen Schriften konnte Hans Ardüser gerade eine veröffentlichen: seine Beschreibung etlicher herrlicher und hochvernampter Personen in alter freyer Rhetia war ein Verzeichnis mit knapp hundert Artikeln. Kaum war das Buch erschienen, ordnete der Bundstag, der Oberste Behörde des Freistaats der Drei Bünde, seine Vernichtung an, vermutlich ob der adelskritischen Töne in der Einleitung (Nemlich dass der ist adelich / Welcher da lebt ohntadelich); ein Beitrag des Churers Adam Saluz.
Später verfasste Ardüser zwei Chroniken, die den Zeitraum 1572 bis 1614 umfassen. Ardüser beschrieb politische Aktionen  sowie den Alltag der einfachen Leute. In seiner 1598 erschienenen Autobiografie schildert er um 1605 das beschwerliche Leben eines Intellektuellen und Künstlers des 16. und 17. Jahrhunderts. Breiten Raum nimmt in Ardüsers Biografie das Buchhalterische ein: Er errechnete seinen Erfolg aus dem Verhältnis der Einnahmen zur zurückgelegten Wegstrecke. Für die Bemalung eines Hauses verlangte Ardüser zwischen 2 und 15 Gulden.
Von den von ihm selber erwähnten über hundert Werken in 45 Dörfern haben sich knapp zwanzig erhalten; fünf davon sind signiert. Mit Ausnahme des 1601 gemalten Altars der Dorfkirche in Vella sind es Wandmalereien mit naiven Schilderungen mit biblischen und allegorischen Darstellungen an Fassaden und in Innenräumen von bäuerlichen und aristokratischen Privathäusern sowie in Kirchen beider Konfessionen. Dass der Protestant Ardüser auch in katholischen Kirchen malte und in katholischen Dörfern unterrichtete, gibt einen Hinweis auf das entspannte Verhältnis zwischen den Konfessionen in den Drei Bünden jener Zeit.

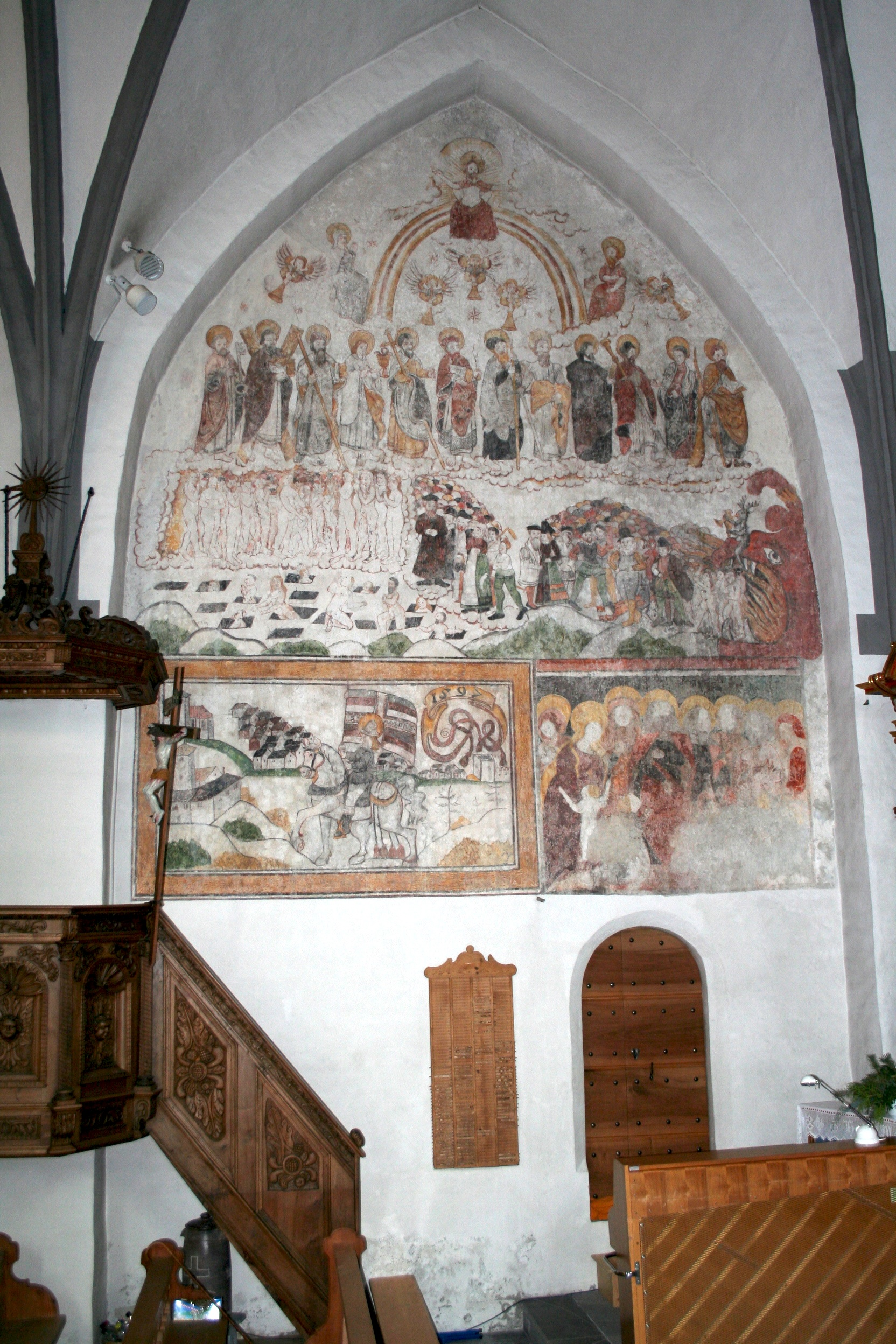
Katholische Kirche von Tomils; Ardüsers grösstes zusammenhängendes Werk, datiert 1597

Malereien von Ardüser haben sich erhalten am Haus Tscharner in Rothenbrunnen (1584), am Schlössli von Parpan (1588–1591), an der katholischen Kirche Tumegl/Tomils (1597), am Haus Gees in Scharans (1605), am Haus Capol in Andeer (1614), im Schloss Rhäzüns, an Wohnhäusern in Alvaschein, Lantsch/Lenz, Flims und Filisur, an Kirchen oder Kapellen in Vella, Cumbel, Degen und Siat.